# Lingue lechitiche occidentali
Le lingue lechitiche occidentali (o dialetti lechitici occidentali), note anche come lingue venediche, sono un insieme di dialetti affini estinti appartenenti al gruppo lechitico delle lingue slave. Erano parlate dai cosiddetti Venedi, popoli slavi stanziati tra il medio e basso corso dell'Elba (comprese alcune sezioni della sua sponda occidentale) e il basso corso dell'Oder, tra il IX e il XVIII secolo, quando furono definitivamente soppiantate dal basso tedesco.
Questi dialetti sono spesso impropriamente raggruppati sotto il glossonimo di lingua polaba, sebbene tale termine definisca in realtà solo l'ultima fase di questo gruppo linguistico, attestata a partire dal XVII secolo.

## Storia

### Origine
Le tribù slave lechitiche giunsero in Europa centrale tra il VI e il VII secolo, durante il periodo delle migrazioni, stabilendosi nei territori delle attuali Polonia e Germania orientale svuotatisi dopo lo spostamento dei popoli germanici. I vari gruppi lechitici iniziarono a differenziarsi attorno al IX-X secolo, quando le tribù orientali si riunirono attorno al nuovo stato polacco mentre quelle occidentali entrarono progressivamente nell'orbita del Sacro Romano Impero.

### Espansione tedesca e assimilazione
Dopo essere state incluse nell'impero carolingio come marche di confine, le terre tra l'Elba e l'Oder divennero meta, tra il X e il XIV secolo, di un progressivo insediamento di coloni di lingua germanica (principalmente sassone), che si stabilirono spontaneamente o su invito dei signori locali in quei territori scarsamente popolati.
Questa colonizzazione, per la maggior parte pacifica ma occasionalmente caratterizzata anche da episodi di discriminazione o persino conflitto (come nei casi della rivolta slava del 983 o della crociata dei Venedi), comportò una graduale assimilazione dei popoli slavi locali, che abbandonarono la propria lingua d'origine in favore di quella dei colonizzatori, specialmente nei contesti urbani. Le parlate lechitiche occidentali si conservarono tuttavia in alcune delle aree più rurali, riuscendo a sopravvivere ancora per alcuni secoli.

### Ultimo periodo ed estinzione

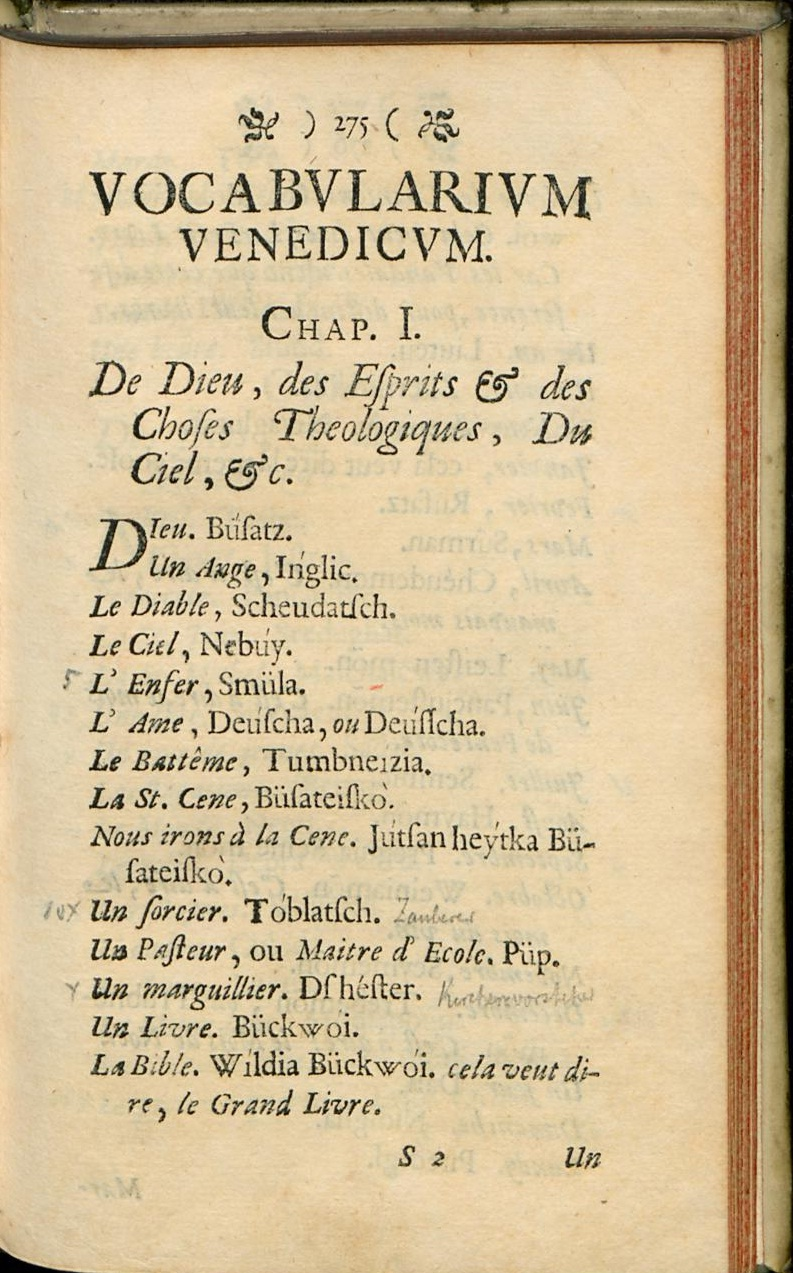
Copia del Vocabularium Venedicum di Christian Hennig von Jessen (1771)

Con l'avanzata e la diffusione del basso tedesco, le varie comunità slavofone rimasero isolate le une dalle altre, sviluppando una notevole varietà dialettale. Il declino nell'uso dei dialetti lechitici occidentali proseguì lento e graduale fino al XVII secolo, quando subì una brusca accelerazione a causa della guerra dei trent'anni. La fase svedese del conflitto, infatti, devastò le campagne del Meclemburgo e delle regioni limitrofe, portando a una drammatica riduzione della popolazione locale e sancendo la scomparsa pressoché totale delle comunità slavofone in Germania orientale. Le lingue lechitiche occidentali si conservarono solo in un limitato territorio sulla sponda sinistra del basso corso dell'Elba, che a partire dal XVIII secolo divenne noto come Wendland (Terra dei Venedi), corrispondente più o meno all'attuale circondario di Lüchow-Dannenberg.
Fu solo sul finire del Seicento che alcuni studiosi tedeschi, soprattutto pastori protestanti, iniziarono a interessarsi a queste comunità slave e a documentare i loro usi e la loro lingua ormai moribonda, definita venedica dagli uomini del tempo e polaba dai linguisti novecenteschi. Furono compilate brevi raccolte di canzoni e preghiere locali, nonché piccoli dizionari, nei quali la lingua dei lechiti occidentali veniva messa per la prima volta in forma scritta; le più importanti di queste opere furono il Vocabularium Venedicum di Christian Hennig von Jessen, pastore e linguista dilettante, e la Parum Schulze’s Chronik di Johann Parum Schultze, scoltetto di Süthen (Küsten) nonché uno degli ultimi locutori nativi del polabo. La lingua documentata in questi scritti, ancorché fondamentalmente slava, presenta ormai una profondissima influenza bassotedesca nel proprio vocabolario e nella propria sintassi.
Pochi decenni dopo, la lingua venedica si estinse definitivamente. L'ultima persona nota di madrelingua polaba, una contadina di Dolgow (Wustrow) di nome Emerentz Schultze, morì nel 1756 all'età di 88 anni. Altre persone con una conoscenza parziale della lingua sono documentate fino alla prima metà dell'Ottocento, ma la loro effettiva capacità di utilizzare l'idioma slavo si limitava a brevi frasi o singole parole o alla ripetizione di preghiere standardizzate di cui però ignoravano il significato esatto.

## Caratteristiche fonetiche
Data l'esiguità di attestazioni scritte delle parlate lechitiche occidentali, i tratti distintivi di questo gruppo dialettale sono stati ricostruiti principalmente tramite l'analisi della toponomastica dei loro territori. Questi dialetti condividono diversi tratti con le varietà lechitiche parlate in Pomerania Orientale e Pomerelia, le quali sono tuttavia solitamente classificate a parte in un gruppo di transizione tra lechitico occidentale e lechitico orientale.
Alcune delle caratteristiche fonetiche distintive dell'area lechitica occidentale erano:
- La metatesi slava delle liquide, completatasi nelle altre lingue lechitiche, avviene solo parzialmente, in particolare:
  - Assenza quasi totale della metatesi TorT > TroT, cfr. polabo korvo, stornă, morz < proto-Slavo *korva, *storna, *morzъ; in alcuni casi TorT si sviluppa poi in TarT, cfr. Garditz < PS *Gordьcь.[13]
  - Fusione di TolT e TelT in TolT, che dopo la metatesi diventa TlåT o TloT, cfr. polabo slåmă, mlåkă < PS *solma, *melka.[14] Sono presenti tuttavia anche alcuni toponimi che non esibiscono questa metatesi, e.g. Moltow, Priwalk.[14]
- Preservazione delle consonanti palatalizzate prima della *ŕ (*ьr) sillabica protoslava depalatalizzatasi in seguito all'apofonia lechitica, cfr. polabo tjordă, ai̯ḿortă, źornü vs polacco twardy, dial. umarty, polacco antico zarno.[14]
- Fusione di *l̥ e *ĺ̥ (*ъl e *ьl) sillabiche protoslave e susseguente loro sviluppo in oł e poi åu̯, cfr. polabo påu̯nă, våu̯k, dåu̯ďĕ vs polacco pełny, wilk, długi.[14]
- Dittongazione di *y protoslava, in origine probabilmente solo in posizione successiva a una consonante labiale, come si evince da toponimi quali Boiceneburg, Boisterfelde, Primoysle, cfr. polacco Byczyna, Bystre, Przemyśl.[14]
- Commistione di *o- e *vo- in posizione iniziale, fenomeno che accomuna il lechitico occidentale con le varietà slave parlate in Grande Polonia, Lusazia, Boemia e Moravia occidentale, cfr. polabo vådă, vićă, sorabo superiore woda, wówca, grande-polacco u̯oda, u̯ofca, ceco dial. voda, vofce e polacco woda, owca.[14]

## Dialetti
I dialetti lechitici occidentali noti sono:
- dialetto pomerano occidentale, parlato nella zona attorno alla laguna di Stettino (di transizione con le lingue lechitiche centrali e talvolta considerato parte di queste ultime)[15]
- dialetti meclemburghesi, parlati nell'area dell'attuale Meclemburgo-Pomerania Anteriore; l'ulteriore suddivisione di questi dialetti in gruppi più piccoli è incerta e dibattuta. Tadeusz Milewski tracciò una serie di isofone sulla base dei toponimi della regione, tuttavia Maria Jeżowa affermò che queste isofone non fossero abbastanza supportate dalle analisi toponomastiche e che questi dialetti non differissero in maniera significativa.[16] Tadeusz Lehr-Spławiński invece, seguendo il lavoro di Milewski, propose la seguente suddivisione:
  - dialetto ranico, parlato dai Rani sull'isola di Rügen e sulle coste continentali antistanti[17]
    - sottodialetto ranico nord-occidentale
    - sottodialetto ranico sud-orientale

  - dialetto veleto, parlato dai Veleti nel Meclemburgo e nel Brandeburgo settentrionale[18]
  - dialetto obodrita, parlato dagli Obodriti nel Meclemburgo orientale e nello Holstein orientale[19]
- dialetto drevano, parlato dai Drevani nell'attuale circondario di Lüchow-Dannenberg[20]
  - lingua polaba
- dialetto marco-magdeburghese, parlato nell'Altmark e nella pianura di Magdeburgo[21][22]